# Silvan Widmer
Pour les articles homonymes, voir Widmer.
Silvan Widmer, né le 5 mars 1993 à Aarau en Suisse, est un footballeur international suisse qui évolue au poste d'arrière droit au FSV Mayence.

## Biographie
Il obtient sa maturité en 2013 à Aarau.
Il est marié depuis 2017 et père de deux enfants.

### Carrière en club

#### FC Aarau (2008-2012)
Silvan Widmer intègre le centre de formation d'Aarau à l'âge de 13 ans. Il fait ses débuts en équipe une le 23 juillet 2011 contre le FC Winterthour en Challenge League (deuxième division suisse). 

#### Aventure en Italie au Udinese Calcio (2012-2018) et prêt au FC Aarau (2012-2013)
Grâce à ses bonnes prestations (après 33 matchs et 3 buts sous le maillot noir et blanc), Widmer rejoint le 25 avril 2013 le club italien de l'Udinese où il s'impose rapidement comme un titulaire indiscutable et un des meilleurs arrière droit de Serie A. Il est aussitôt prêté à son club formateur et il participe au retour du FC Aarau en Super League lors de la saison 2012-2013.

#### FC Bâle (2018-2021)
Après être resté cinq ans en Italie, il signe en juillet 2018 au FC Bâle un contrat de quatre ans.
En juillet 2021, il est annoncé qu'il quitte le club rhénan où il est resté trois ans pour la Bundesliga.

#### FSV Mayence (depuis 2021)
Il rejoint le FSV Mayence pour un contrat de trois ans. Il devient le nouveau capitaine du FSV Mayence en juillet 2022,.
En mai 2023, il prolonge son contrat au club jusqu'en juin 2026.

### Carrière internationale
Ayant joué pour les moins de 19 ans et les moins de 21 ans, il est appelé en 2014 par Ottmar Hitzfeld, le sélectionneur de l'équipe suisse, comme réserviste de l'équipe nationale suisse lors de la Coupe du monde au Brésil. 
C'est le 14 octobre 2014 que Silvan Widmer honore sa première sélection avec la Suisse contre Saint-Marin (4-0) en remplacement de Stephan Lichtsteiner à la 59e minute. 
Il disputa sa première compétition internationale lors de l'Euro 2020, les Suisses iront jusqu'en quarts-de-finale éliminés par l'Espagne aux tirs au but.
Le 9 novembre 2022, il est sélectionné par Murat Yakın pour participer à la Coupe du monde 2022.
En juin 2024, il figure dans la liste de 26 joueurs appelés par Murat Yakın pour l'Euro 2024.

## Statistiques

### En club
| Saison                | Club                  | Championnat           | Championnat | Championnat | Coupe(s) nationale(s) | Coupe(s) nationale(s) | Compétition(s) continentale(s) | Compétition(s) continentale(s) | Compétition(s) continentale(s) | Playoff | Playoff | Total | Total |
| Saison                | Club                  | Division              | M.          | B.          | M.                    | B.                    | Comp.                          | M.                             | B.                             | M.      | B.      | M.    | B.    |
| 2011-2012             | FC Aarau              | Challenge League      | 29          | 3           | 2                     | 0                     | -                              | -                              | -                              | 2       | 0       | 33    | 3     |
| 2012-2013             | FC Aarau (prêt)       | Challenge League      | 34          | 8           | 3                     | 0                     | -                              | -                              | -                              | -       | -       | 37    | 8     |
| Sous-total            | Sous-total            | Sous-total            | 63          | 11          | 5                     | 0                     | -                              | 0                              | 0                              | 2       | 0       | 70    | 11    |
| 2013-2014             | Udinese Calcio        | Serie A               | 16          | 0           | 4                     | 0                     | C3                             | 1                              | 0                              | -       | -       | 21    | 0     |
| 2014-2015             | Udinese Calcio        | Serie A               | 36          | 2           | 2                     | 0                     | -                              | -                              | -                              | -       | -       | 38    | 2     |
| 2015-2016             | Udinese Calcio        | Serie A               | 27          | 0           | 1                     | 0                     | -                              | -                              | -                              | -       | -       | 28    | 0     |
| 2016-2017             | Udinese Calcio        | Serie A               | 28          | 0           | 1                     | 0                     | -                              | -                              | -                              | -       | -       | 29    | 0     |
| 2017-2018             | Udinese Calcio        | Serie A               | 24          | 3           | 2                     | 0                     | -                              | -                              | -                              | -       | -       | 26    | 3     |
| Sous-total            | Sous-total            | Sous-total            | 131         | 5           | 10                    | 0                     | -                              | 1                              | 0                              | 0       | 0       | 142   | 5     |
| 2018-2019             | Football Club Bâle    | Super League          | 31          | 1           | 5                     | 1                     | C1+C3                          | 1+4                            | 0+0                            | -       | -       | 41    | 2     |
| 2019-2020             | Football Club Bâle    | Super League          | 32          | 2           | 4                     | 2                     | C1+C3                          | 4+10                           | 0+2                            | -       | -       | 50    | 6     |
| 2020-2021             | Football Club Bâle    | Super League          | 22          | 0           | 1                     | 0                     | C3                             | 3                              | 1                              | -       | -       | 26    | 1     |
| Sous-total            | Sous-total            | Sous-total            | 85          | 3           | 10                    | 3                     | -                              | 22                             | 3                              | 0       | 0       | 117   | 9     |
| 2021-2022             | FSV Mayence           | Bundesliga            | 33          | 4           | 3                     | 0                     | -                              | -                              | -                              | -       | -       | 36    | 4     |
| 2022-2023             | FSV Mayence           | Bundesliga            | 26          | 2           | 2                     | 0                     | -                              | -                              | -                              | -       | -       | 28    | 2     |
| 2023-2024             | FSV Mayence           | Bundesliga            | 8           | 1           | -                     | -                     | -                              | -                              | -                              | -       | -       | 8     | 1     |
| Sous-total            | Sous-total            | Sous-total            | 67          | 6           | 5                     | 0                     | -                              | 0                              | 0                              | 0       | 0       | 72    | 6     |
| Total sur la carrière | Total sur la carrière | Total sur la carrière | 345         | 25          | 30                    | 3                     | -                              | 23                             | 3                              | 2       | 0       | 400   | 31    |

## Palmarès

### Distinction personnelle
2014
- Lauréat des Swiss Football Awards : élu Rookie of the year[16].